# يا عزيزي كلنا لصوص (فلم)
يا عزيزي كلنا لصوص فيلم مصري إنتاج 1989، من بطولة محمود عبد العزيز وصلاح قابيل وليلى علوي، من تأليف إحسان عبد القدوس ومصطفى محرم، وإخراج أحمد يحيى، ويدور حول مرتضى الذي يتم الحجز على قصر والده السلاموني الذي كان وزيرًا، فتتخلى عنه زوجته، مما يدفع مرتضى السلاموني إلى الإقامة في المنزل الريفي الذي تملكه عائلته، ويحاول البحث عن عمل لدى عبد الله بهنس، لكنه يطرده، ويقرر مرتضى الانتقام من عبد الله عن طريق التعاون مع ثلاثة لصوص يتزعمهم محروس من أجل سرقة أوراق هامة يملكها عبد الله لكي يبتزه بها.

## القصة
يجد مرتضى السلاموني ابن العائلة نفسه في الشارع بعد أن فرضوا الحراسة على قصر والده الوزير بعد وفاته، وتتخلى عنه زوجته، يقيم في منزله بالقرية، ولم يكن معه سوى عبد الرازق الذي كان يعمل عند والده. ولم يتخل عبد الرازق عن مرتضى إكرامًا لوالده، ولم يبخل عليه بشيء، يحاول أن يقابل عبد الله بهنسى ليجد له عملًا فيطرده، مرتضى يعرف عن عبد الله رجل الأعمال كيف جمع ثروته من الغش والتدليس والخديعة، ويعيش حياة البذخ واللهو في قصره. في يوم من الأيام يفاجئ مرتضى بثلاثة لصوص يقتحمون منزله، ولا يجدون شيئًا يسرقونه، يتصادق مرتضى مع محروس أحد اللصوص الثلاثة. يعرض مرتضى على محروس سرقة فيلا عبد الله، يعثرون على أوراق هامة خطيرة، يساومون عبد الله على إعادتها مقابل ثلاثين ألف جنيه، يوافق عبد الله على هذا ويتم استرداد الأوراق، يتزوج مرتضى من بسيمة ابنة عبد الرازق، يشك عبد الله في مرتضى أنه وراء هذه السرقات، يقابل عبد الله محروس ويوهمه بصداقته لمرتضى ويطلب بعض الأوراق الموجودة طرف مرتضى، يعطيه محروس الأوراق، يصل مرتضى ويعرف ماذا فعل به عبد الله وخداعه لمحروس، يتم القبض على عبد الله، ومازالت هناك أوراق أخرى لدى مرتضى.

## الشخصيات في رواية يا عزيزي كلنا لصوص
- - البطل الرئيسي: شاب غني وفاسد ينتمي لعائلة كبيرة ومشهورة في المجتمع. يشعر بالضياع وتستولي عليه الرغبة في السلطة والنفوذ رغم علمه بمظاهر الفساد المنتشرة حوله.
- عائلة البطل: تتألف من شخصيات ثرية ولكنها متورطة في الفساد، ويبرز من بينهم الوالد، الذي يجسد نموذجًا للأب السلطوي الذي يسعى للتحكم في حياة ابنه.
- الأصدقاء والزملاء: شخصيات أخرى من النخبة الفاسدة في المجتمع، يظهرون كأصدقاء للبطل لكنهم يشاركونه في الأنشطة غير القانونية ويشجعونه على سلوكياته.
- الشخصيات النسائية: يظهرن في الرواية باعتبارهن ضحايا للفقر أو لمظاهر الفساد، ويعبّرن عن التناقضات العميقة في العلاقات الإنسانية بسبب الصراع الطبقي.

## الممثلون
| - محمود عبد العزيز:مرتضى السلاموني - صلاح قابيل:عبد الله بهنس - ليلى علوي:بسمة - عبد الله فرغلي:عبد الرازق - سعيد صالح:محروس - مريم فخر الدين: ام شرباهات | - وداد حمدي:ام بسمة - أسامة عباس: عزيز - نادية أرسلان: نسليار الأزمرلي - سعيدة جلال - نظيم شعراوي: عبد السلام السلاموني | - حمدي يوسف - شادية عبد الحميد - نوال فهمي - حسني عبد الجليل: مدبولي - عمران بحر | - رشاد فرج - طلال الحربي: صحفي - صلاح صادق - سمير رستم - محمد شبل | - المصري سليمان - محمد برغش - جلال رجب - حسني صقر - عبد المنعم النمر: ضابط شرطة |

## روابط خارجية
- مقالات تستعمل روابط فنية بلا صلة مع ويكي بيانات
- فيلم يا عزيزى كلنا لصوص على يوتيوب